# Rhagoduna nocturna
Rhagoduna nocturna es una especie de arácnido  del orden Solifugae de la familia Rhagodidae.

## Distribución geográfica
Se distribuye por Sudán.